# Zájezdec
Zájezdec település Csehországban, a Chrudimi járásban. Zájezdec Rosice, Řestoky, Přestavlky és Trojovice településekkel határos. Lakosainak száma 178 fő (2024. január 1.).

## Népesség
A település lakosságának változását az alábbi diagram mutatja:
| Lakosok száma | 373  | 329  | 274  | 203  | 117  | 99   | 133  | 111  | 104  | 178  |
|               | 1869 | 1890 | 1921 | 1950 | 1980 | 2001 | 2017 | 2019 | 2022 | 2024 |